# Spokane River
Der Spokane River ist ein linker Nebenfluss des Columbia River, etwa 180 km lang, im nördlichen Idaho und östlichen Washington in den USA.
Er entwässert ein mittelhohes Bergland östlich des Columbia River und durchfließt dabei die Stadt Spokane.

## Flusslauf
Der Spokane River bildet den Abfluss des Coeur d’Alene Lake an dessen Nordende im Idaho Panhandle und erreicht nach einer Fließstrecke von etwa 180 km den Franklin D. Roosevelt Lake.
Unterhalb des Coeur d'Alene Lake durchquert der Fluss die Rathdrum Prairie.
Er erreicht Post Falls, wo er einen Damm und einen 13 m hohen Wasserfall passiert.
Er fließt weiter in westlicher Richtung. Am Flusslauf liegen fünf weitere Staudämme, vier davon innerhalb der City of Spokane.
Im Stadtzentrum von Spokane überwindet er die Spokane Falls.
Er nimmt anschließend die Nebenflüsse Hangman Creek (oder Latah Creek) und Little Spokane River auf.
Weiter flussabwärts wird der Spokane River zum Long Lake, einem 24 km langen Stausee, aufgestaut.
Östlich von Miles mündet er schließlich in den Franklin D. Roosevelt Lake.
Das historische Fort Spokane liegt an der Mündung in den Columbia River.

## Verschmutzung
Der Spokane River ist stark mit Schwermetallen belastet, welche vom Bunker Hill Mine and Smelting Complex stammen und über den Coeur d’Alene River und den Coeur d'Alene Lake in den Fluss gelangen.
Die Kläranlagen von Spokane leiten ihr Wasser in den Spokane River.